# Maximilian Ulysses Browne
Pour les articles homonymes, voir Browne.
Maximilian Ulysses Browne (Maximilian Ulysses Reichsgraf Browne, Baron de Camus und Mountany) (1705-1757), est né à Bâle en Suisse. C'est un officier d'origine irlandaise qui rendit de grands services à Marie-Thérèse d'Autriche.

## Résumé de carrière militaire
Il est présent au siège de Belgrade en 1717, est nommé lieutenant-colonel en 1725.
Il débarque en Corse en aout 1731, où il prendra contact avec les rebelles. Toute médiation ayant échoué, en janvier 1732 il participe avec son régiment à la bataille de Calenzana où il est blessé. 
En 1732, il est nommé chambellan de l'Empereur d'Autriche. Il est colonel en 1734, il participe aux batailles de Parme et de bataille de Guastalla contre les troupes françaises.
Il est général en 1736. En 1741 il commande l'infanterie de l'aile droite de l'armée autrichienne qui bat l'armée prussienne à la bataille de Molwitz en Silésie. En 1743, il devient le conseiller intime de la reine de Hongrie et se distingue entre 1744 et 1746 dans différents combats en Italie du Nord, chassant les Espagnols du Milanais.
De 1746-1748, il est de retour en Italie avec une armée de 30 000 hommes. En 1746, Maximilian Browne commande l'aile gauche de l'armée autrichienne face au marquis de Maillebois lors de la bataille de Plaisance ; la victoire autrichienne lui est due. Il s'empare de Gênes, puis, joignant ses troupes à celles du roi de Sardaigne, il conquiert le comté de Nice et entre en Provence, mais doit ensuite se retirer. Il est nommé en 1749 gouverneur de Transylvanie puis en 1752 gouverneur de la ville de Prague. 
Il est nommé commandant en chef de l'armée autrichienne en 1756, Après le déclenchement de la guerre de Sept Ans, il est battu le 1er octobre 1756 par Frédéric II de Prusse lors de la bataille de Lobositz, après une longue lutte et de lourdes pertes mutuelles. Il tente ensuite de pénétrer en Saxe sur la rive droite de l'Elbe et de dégager l'armée saxonne encerclée près de Pirna, mais échoue. Après que Frédéric II eut évacué la Bohême, Browne prit ses quartiers d'hiver à Prague.
Le 6 mai 1757, lors de la bataille de Prague, Browne, sous le commandement général du prince Charles-Alexandre de Lorraine, par des mesures rapides, empêcha les débordements tentés par les Prussiens et repoussa avec une grande bravoure la première attaque de Curt Christophe de Schwerin. Grièvement blessé par une balle dans la cuisse. Il décède le 26 juin 1757 à Prague, âgé de 52 ans, des suites de ses blessures.
Il avait épousé le 15 août 1726 Marie-Philippine, comtesse de Martinitz. Son père était George Adam de Martinitz (Jiří Adam Ignác Bořita z Martinic), vice-roi de Naples.

### Sources et bibliographie
- Joseph Fr. Michaud et Louis Gabriel Michaud, Biographie universelle, ancienne et moderne, volume 3, [lire en ligne]

Cet article comprend des extraits du Dictionnaire Bouillet. Il est possible de supprimer cette indication, si le texte reflète le savoir actuel sur ce thème, si les sources sont citées, s'il satisfait aux exigences linguistiques actuelles et s'il ne contient pas de propos qui vont à l'encontre des règles de neutralité de Wikipédia.